# Mirza Lagumdžija
Mirza Lagumdžija (Sarajevo, 18 maggio 2001) è un pallavolista bosniaco naturalizzato turco, schiacciatore del Fenerbahçe.

## Biografia
Figlio dell'ex pallavolista bosniaco Ekrem Lagumdžija e fratello minore del pallavolista Adis Lagumdžija, nasce a Sarajevo e si trasferisce in Turchia a tredici anni, ottenendo in seguito la cittadinanza.

## Carriera

### Club
La carriera di Mirza Lagumdžija inizia nell'accademia del padre, prima di approdare nel settore giovanile del Galatasaray. Nella stagione 2018-19 inizia la carriera da professionista, esordendo in Efeler Ligi con l'Arkas: nel corso dell'annata, grazie a una doppia licenza, disputa anche la Voleybol 1. Ligi coi concittadini del TFL Altekma, mentre dalla stagione seguente milita a tempo pieno nell'Arkas, conquistando una Coppa di Turchia.
Qualche settimana dopo l'inizio del campionato 2023-24 si trasferisce all'Halkbank, dove vince ancora una coppa nazionale e uno scudetto, venendo inoltre premiato come miglior schiacciatore. Nella stagione 2025-26 approda invece al Fenerbahçe, sempre nella massima divisione turca.

### Nazionale
Con la nazionale turca under 17 vince la medaglia di bronzo al campionato europeo 2017, mentre con l'under 19 partecipa al campionato europeo 2018, disputando anche il torneo di qualificazione, e con l'under 22 è di scena al campionato europeo 2022 (passando nuovamente dalle qualificazioni).
Nel 2021 fa il suo debutto in nazionale maggiore in occasione della European Golden League, torneo nel quale vince la medaglia d'oro. Un anno dopo vince due argenti, rispettivamente alla European Golden League e poi alla Volleyball Challenger Cup, seguiti dalla conquista di due medaglie d'oro nel 2023, sempre alla European Golden League e alla Volleyball Challenger Cup.

## Palmarès

### Club
- Campionato turco: 1

2023-24
- Coppa di Turchia: 2

2021-22, 2023-24

### Nazionale (competizioni minori)
- Campionato europeo under 17 2017
- European Golden League 2021
- European Golden League 2022
- Volleyball Challenger Cup 2022
- European Golden League 2023
- Volleyball Challenger Cup 2023

### Premi individuali
- 2024 - Efeler Ligi: Miglior schiacciatore